# Peter Dews
Peter Dews (Wakefield, 26 settembre 1929 – Dover, 25 agosto 1997) è stato un regista britannico.

## Biografia
Nato e cresciuto nello Yorkshire, Peter Dews si è laureato all'University College dell'Università di Oxford. Dopo aver lavorato per due anni come insegnante di storia, si unì alla BBC e cominciò a lavorare come regista prima per la radio e poi per la televisione. Nel 1960 vinse un BAFTA per la sua regia nella serie televisiva An Age of Kings.
Dopo un periodo da regista free lance, nel 1965 divenne direttore artistico del Birmingham Repertory Theatre e mantenne il ruolo fino al 1972. In questi anni si fece notare per le sue regie di opere shakespeariane e particolarmente apprezzati furono il suo Amleto e Come vi piace, riproposto anche sulle scene del West End londinese. Di enorme successo fu invece il dramma Adriano VII, che fu portato in scena a Broadway e valse a Dews il Tony Award alla miglior regia di un'opera teatrale.
Negli ultimi anni della sua carriera lavorò spesso al Festival Teatrale di Chichester, dove curò la regia di Antonio e Cleopatra con John Clements e Margaret Leighton e Vivat! Vitat Regina! di Robert Bolt, poi portato in scena anche a Londra e Broadway. Nel 1978 rimpiazzò Keith Michell come direttore artistico a Chichester.